# Assassinato de James Bulger
James Patrick Bulger (16 de março de 1990 - 12 de fevereiro de 1993) era um menino britânico de dois anos que foi sequestrado, torturado e assassinado por Robert Thompson (23 de agosto de 1982) e Jon Venables (13 de agosto de 1982) quando os dois tinham apenas 10 anos no dia 12 de fevereiro de 1993.
Robert e Jon foram condenados em novembro de 1993, mas receberam liberdade condicional em 2003, quando completaram 21 anos, ganhando novas identidades e o direito ("Ordem Mary Bell") de viver anonimamente.
Venables foi preso novamente devido a envolvimento num caso de pornografia infantil, mas estava para ser solto em setembro de 2019. O Mirror escreveu "Venables, 37, será solto em poucos dias e receberá dinheiro para viver no Canadá".
O crime é considerado um dos mais chocantes acontecidos na Grã-Bretanha e virou um filme indicado ao Oscar em 2019. A mãe de James, Denise Fergus, disse à época "se sentir enojada e triste pelo fato do diretor ter humanizado os assassinos". Já o pai de James, Ralph Bulger, lançou uma campanha em meados de 2019 para que a ordem que garantia o anonimato de Vanables fosse suspensa. "Ele é perigoso e um predador, abusador e assassino de crianças. Estou chocado que ele seja solto de novo para abusar de outra criança como fez como meu filho".

## O Crime
Em fevereiro de 1993, James Bulger, de dois anos, foi raptado e levado a um cemitério, onde foi espancado com uma barra de ferro de 10kg e tijolos. Os criminosos ainda jogaram tinta azul turquesa em seu rosto e colocaram baterias em sua boca e ânus, além de abusar sexualmente do menor manipulando seu órgão sexual. O corpo de James foi deixado em uma estrada de ferro de Liverpool (noroeste da Inglaterra) para fazer com que a morte parecesse um acidente. 
Uma câmera de segurança registrou o momento em que James Bulger foi conduzido por um de seus assassinos para fora do centro comercial New Strand Shopping Centre de Bootle, Merseyside, onde estava com a mãe, que se descuidou dele por apenas alguns instantes. Algumas testemunhas alegaram ver James chorando e com um machucado na cabeça.

## Prisão e penas
Venables e Thompson foram considerados culpados pelos crimes de sequestro, tortura e assassinato de James Bulger em 24 de novembro de 1993, se tornando as pessoas mais jovens condenadas por assassinato na história da Inglaterra.
Ambos cumpriram pena num centro para menores até serem soltos condicionalmente aos 18 anos. 
No Reino Unido a idade mínima para a imputação criminal é de 10 anos, enquanto em outros países europeus é de 14, 15, 16 ou 18 anos.

## Progressão de pena

### Venables é preso de novo[7]
Venables foi preso novamente em Novembro de 2017, devendo cumprir uma pena de três anos e quatro meses após admitir navegar na dark web para encontrar imagens do abuso extremo de crianças. Ele também admitiu que baixou uma manual de pedofilia e em sua posse foram encontradas mais de 1 000 imagens indecentes de crianças.
Ele já havia sido pego com imagens deste tipo antes.
Deverá ser libertado em liberdade condicional no início de 2024.

### Ódio aos assassinos
Não só os pais de James, mas diversas outras pessoas frequentemente fazem campanhas para que o caso não seja esquecido. Algumas delas divulgam em suas redes sociais os novos nomes e fotos atualizadas dos assassinos. Em agosto de 2019 um homem chegou a ser preso por tuitar uma foto e o novo nome de Vanables. Anthony John Wixted havia feito a publicação em fevereiro de 2018, ao se completarem 25 anos do assassinato, com os dizeres "compartilhe, compartilhe..." (em inglês: share, share, share, share).